# NK Finvest Drvar
NK Finvest je bivši bosanskohercegovački nogometni klub iz Drvara.

## Povijest
Klub je osnovan prije 1997. godine. Ime je dobio prema lokalnoj tvrtki koja se bavila preradom drveta. Krajem 1990-ih Finvest je igrao u Drugoj ligi Herceg-Bosne. U sezoni 2003./04. igrali su u osmini finala Kupa BiH, a u Drugoj ligi FBiH – Centar 2 završili su kao drugoplasirana momčad.

## Nastupi u Kupu BiH
2003./04.
- šesnaestina finala: NK Finvest Drvar – FK Glasinac Sokolac (I) 2:0
- osmina finala: NK Finvest Drvar – NK Podgrmeč Sanski Most (II) 0:0, 1:4